# Divisione Folgore (film)
Divisione Folgore è un film italiano del 1954 diretto da Duilio Coletti, basato sull'eroica resistenza dei paracadutisti italiani a El Alamein.

## Trama
Nell'estate 1942, durante la seconda guerra mondiale, una schiera di giovani paracadutisti della Divisione Folgore, dopo esser stata sottoposta in Italia ad un lungo e faticoso addestramento, viene trasportata per via aerea nel deserto libico a copertura del fronte italo-tedesco. 
I giovani soldati credono che la loro mèta sia l'isola di Malta (operazione C3) o la zona d'Alessandria: si trovano invece sbalestrati in una regione desertica dove sono costretti a vivere in buche scavate nella sabbia e ad affrontare con mezzi insufficienti i munitissimi reparti corazzati inglesi. Vedranno con tristezza i loro paracadute ammassati all'interno di un magazzino nel deserto. 
Si sviluppa così quell'epica lotta, che prende il nome di battaglia di El-Alamein, in cui un pugno di eroici combattenti cerca con ogni sforzo di arrestare o almeno di ritardare l'avanzata dei carri armati britannici del generale Montgomery. Una volta sfondato il loro schieramento, i superstiti resistono per diversi giorni a una lotta impari contro le preponderanti forze inglesi, venendo addirittura menzionati, per il loro eroismo, dal premier britannico Winston Churchill, che li definì "I leoni della Folgore".

## Curiosità
Il paracadutista con il cane è interpretato da Mario Girotti, il futuro Terence Hill.

## Film correlati
- El Alamein, regia di Guido Malatesta (1957)
- La battaglia di El Alamein, regia di Giorgio Ferroni (1969)
- El Alamein - La linea del fuoco, regia di Enzo Monteleone (2002)